# Alex Miller
Alex Miller (Glasgow, 4 de julho de 1949) é um ex-futebolista e hoje treinador de futebol escocês. Venceu a Copa da Liga Escocesa em 1991 e levou o St Mirren à disputa da Copa da UEFA. Em 8 de maio de 2008 foi anunciado como técnico do JEF United Chiba do Japão.